# سید حسین محمدی آذر
سیدحسین محمدی آذر، (زاده ۱۳۳۳) نماینده تاکستان در دوره دوم مجلس شورای اسلامی از حوزه انتخابیه شهرستان تاکستان بود.